# سياران دالتون
سياران دالتون (بالإنجليزية: Ciaran Dalton)‏ هو لاعب كرة قدم أمريكي في مركز حراسة المرمى، ولد في 21 يناير 2004 في الولايات المتحدة. لعب مع نيو يورك ريد بولز 2.